# Museo Baron-Martin
Il museo Baron-Martin è un museo d'arte e di storia municipale della città di Gray nell'Alta Saona, in Borgogna-Franca Contea. Ospitato dal 1903 nel castello dei secoli XVI e XVIII, l'antico castello di Gray, che domina la Saona, espone una une ricca collezione d'opere d'arte e d'archeologia, che vanno dal medioevo all'inizio del XX secolo.

## Storia
A seguito della Rivoluzione francese il castello di Gray fu venduto come bene nazionale al barone dell'impero e sindaco di Gray, Alexandre Martin de Gray, che visse fino al 1864.

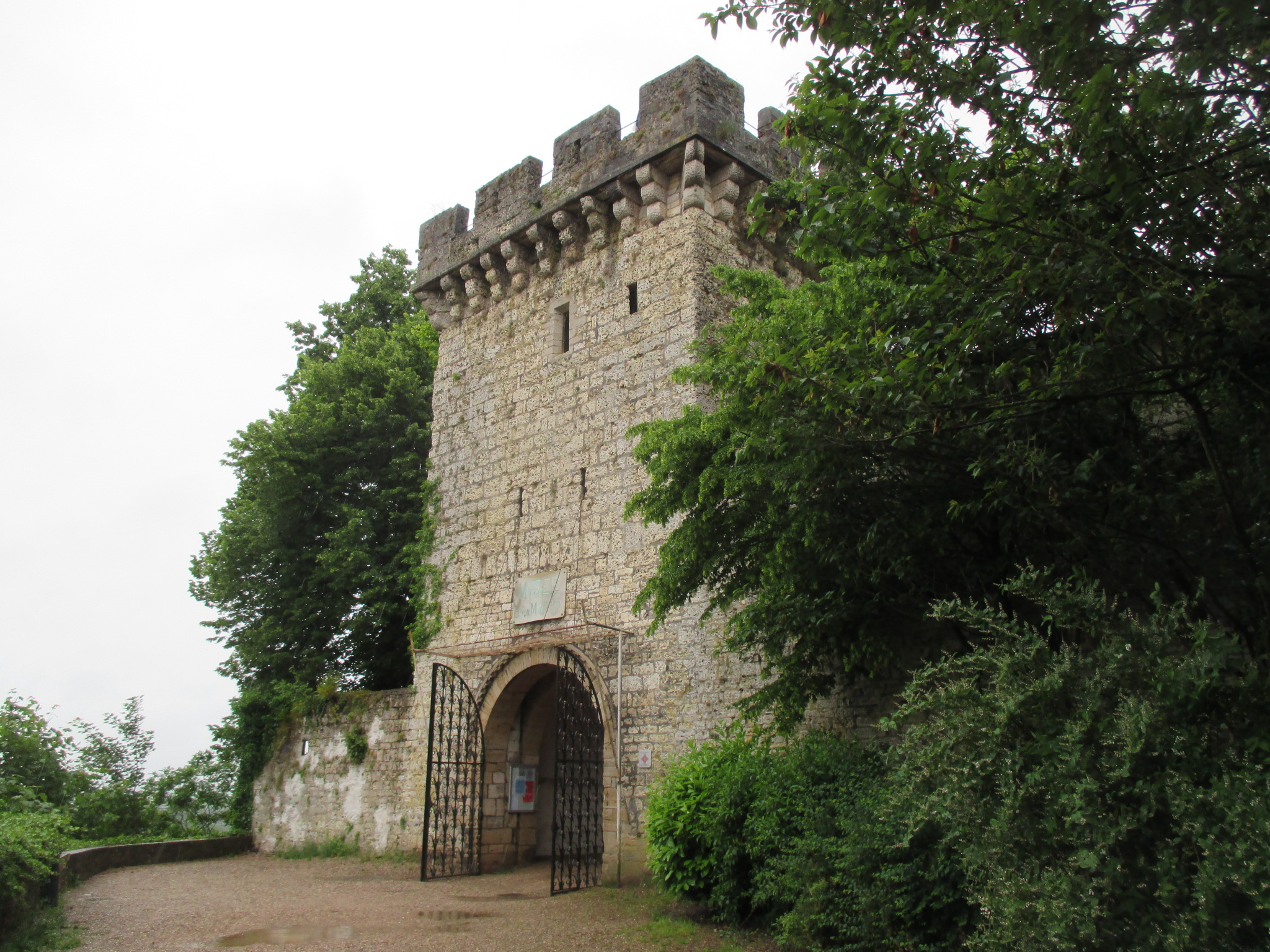
Ingresso al castello di Gray / Museo Baron-Martin
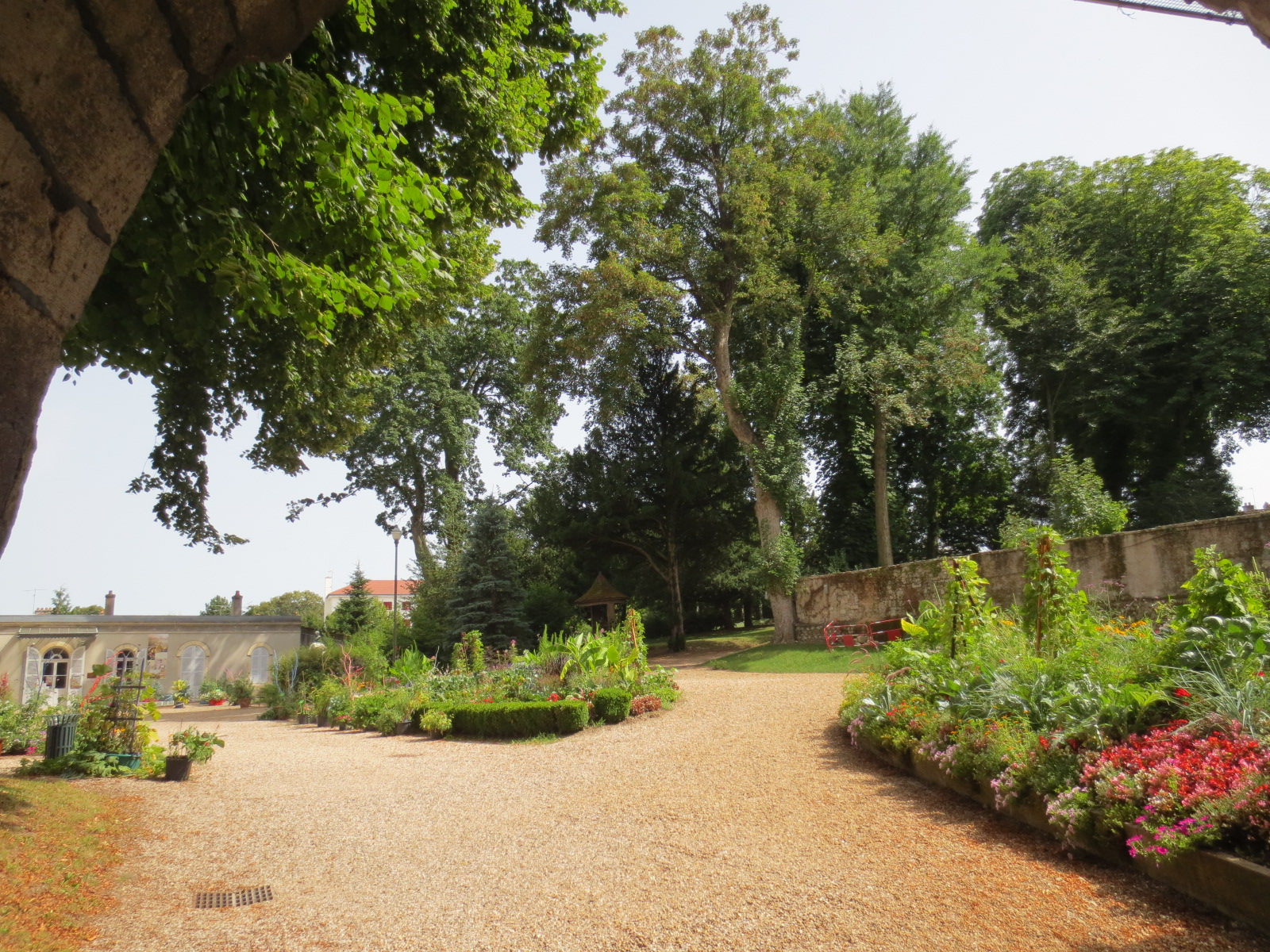
Parco del palazzo museo
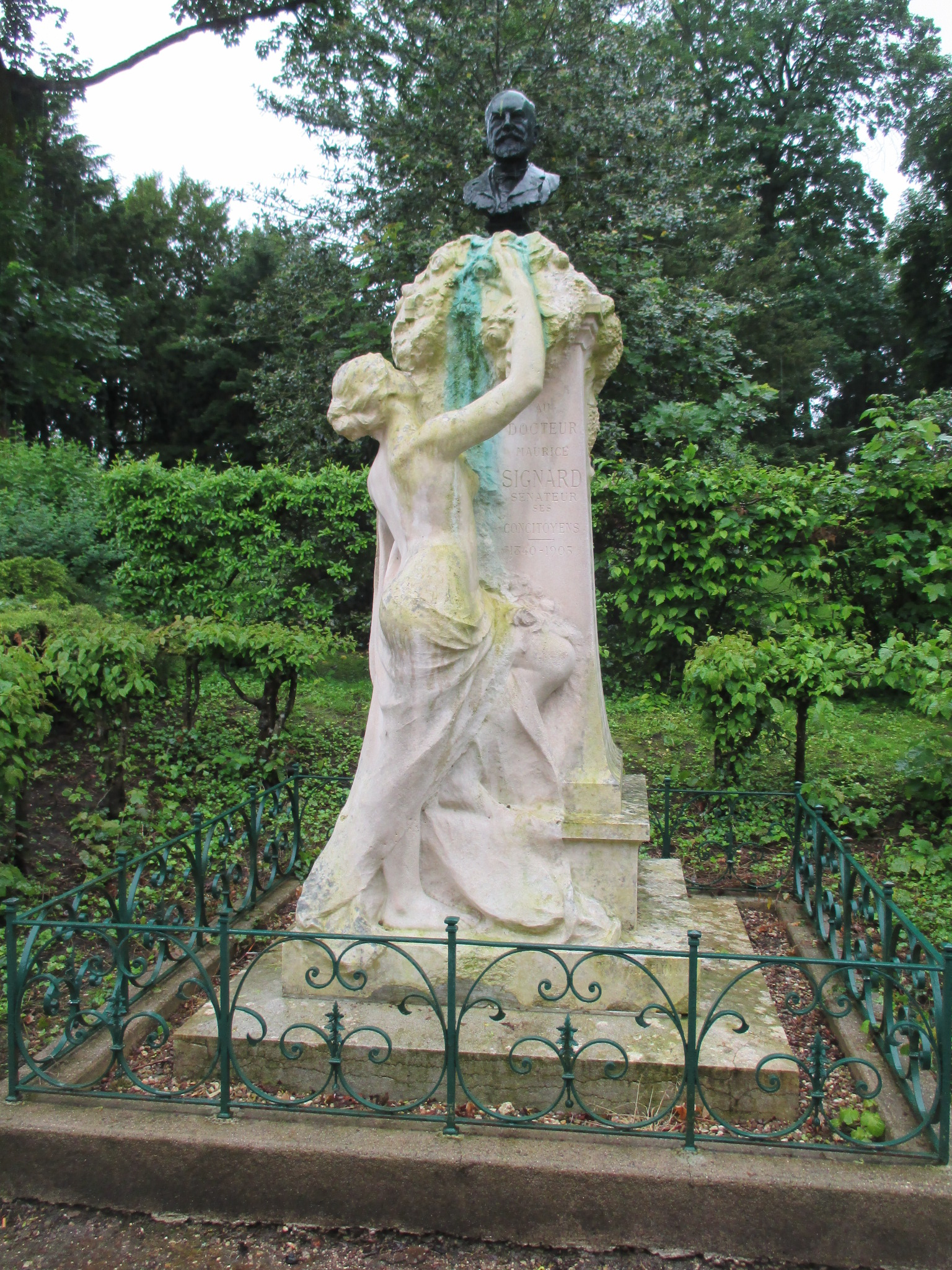
Maurice Signard, senatore-sindaco di Gray

Nel 1901, il palazzo fu acquisito dalla città di Gray su iniziativa del senatore-sindaco Maurice Signard, per crearvi nel 1903 questo museo Baron-Martin, ove sono esposti palazzi,  musei d'arte, mobili, oggetti, dipinti, sculture... con una collezione di oltre 475 opere, nelle quali, tra l'altro, di Edmond Pigalle nipote ed ereditiere del barone. La rue du Palais è stata ribattezzata in suo onore «6 rue Edmond-Pigalle». 

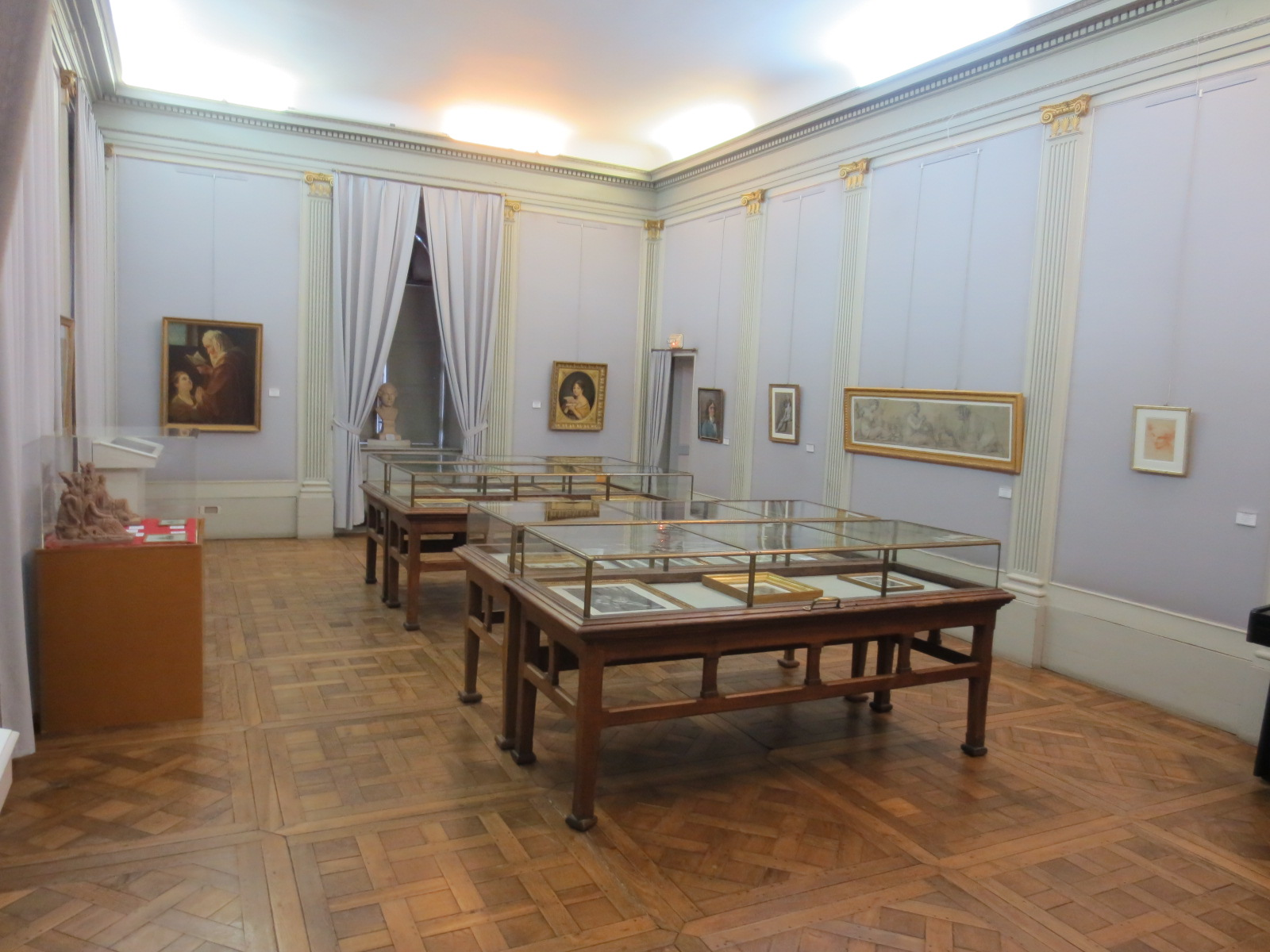
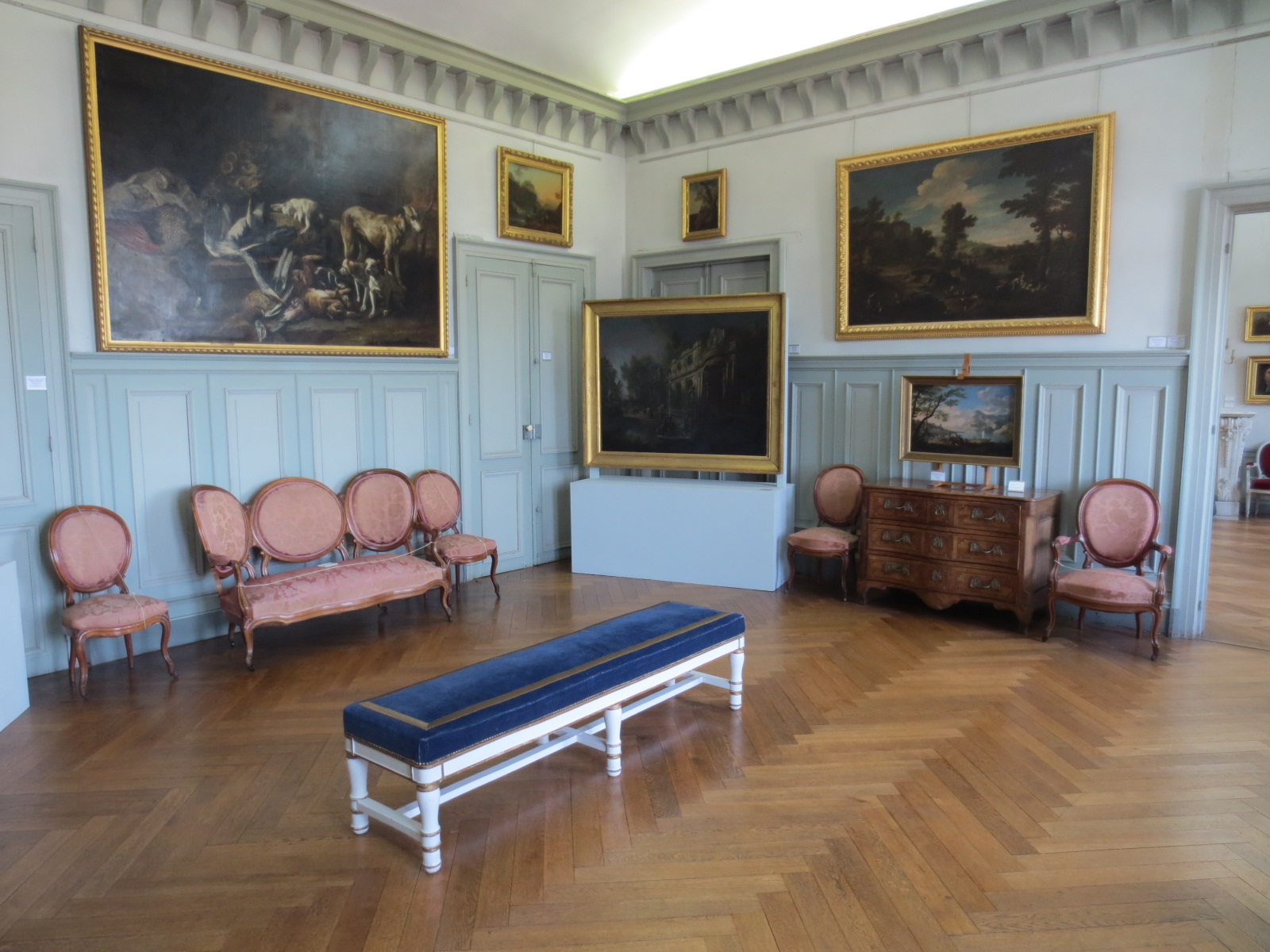
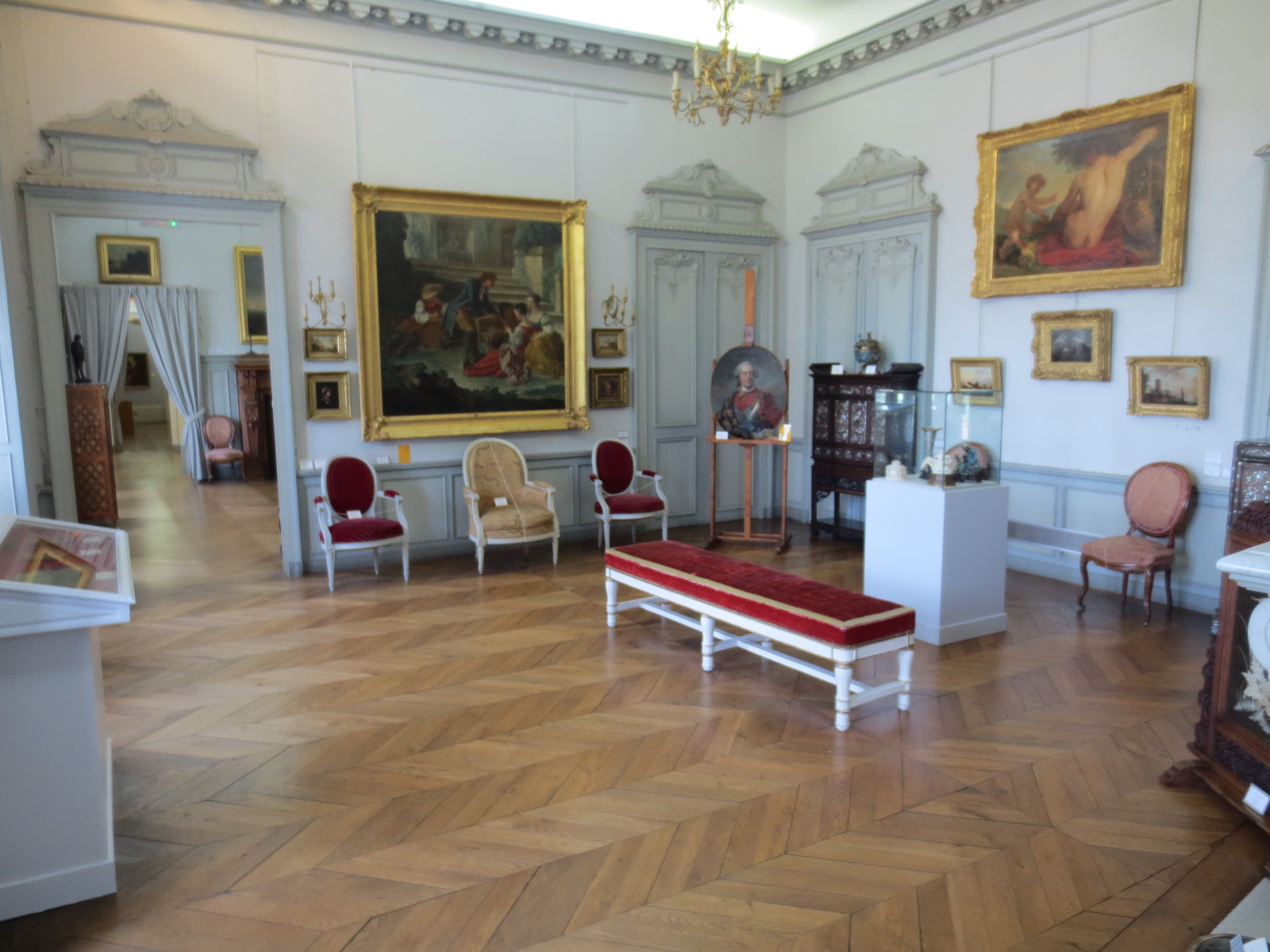
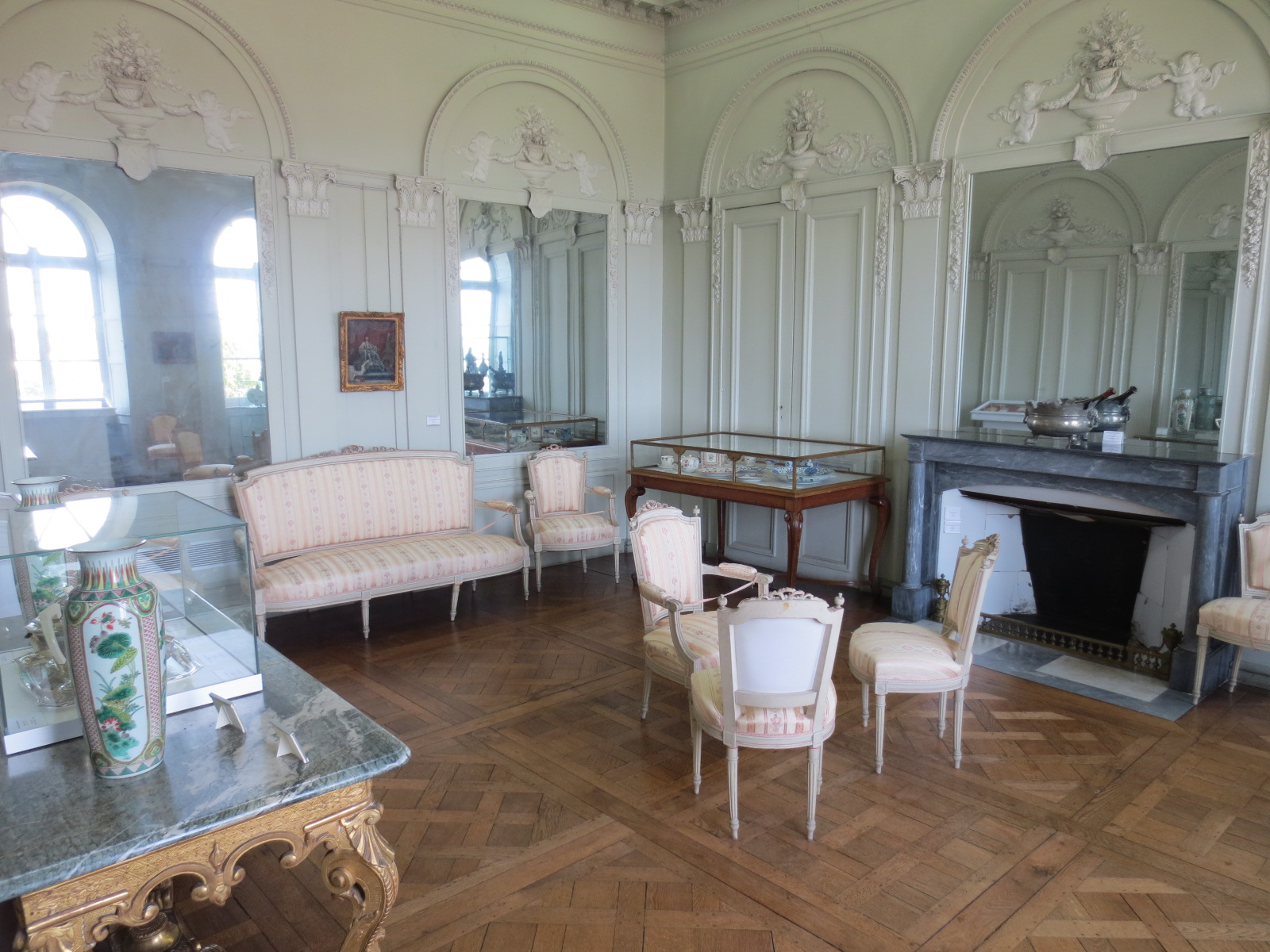

Il museo fu riorganizzato nel 1954, poi completato da una sezione di archeologia locale nel 1973, con l'apertura degli antichi caveau del castello, classificati d'epoca.

## Collezioni
Al piano terra il museo presenta la sua collezione permanente di sculture, dalla fine del medioevo ai dipinti post-impressionisti della fine del XIX secolo, nei numerosi saloni del palazzo di Gray, del XVIII secolo. 

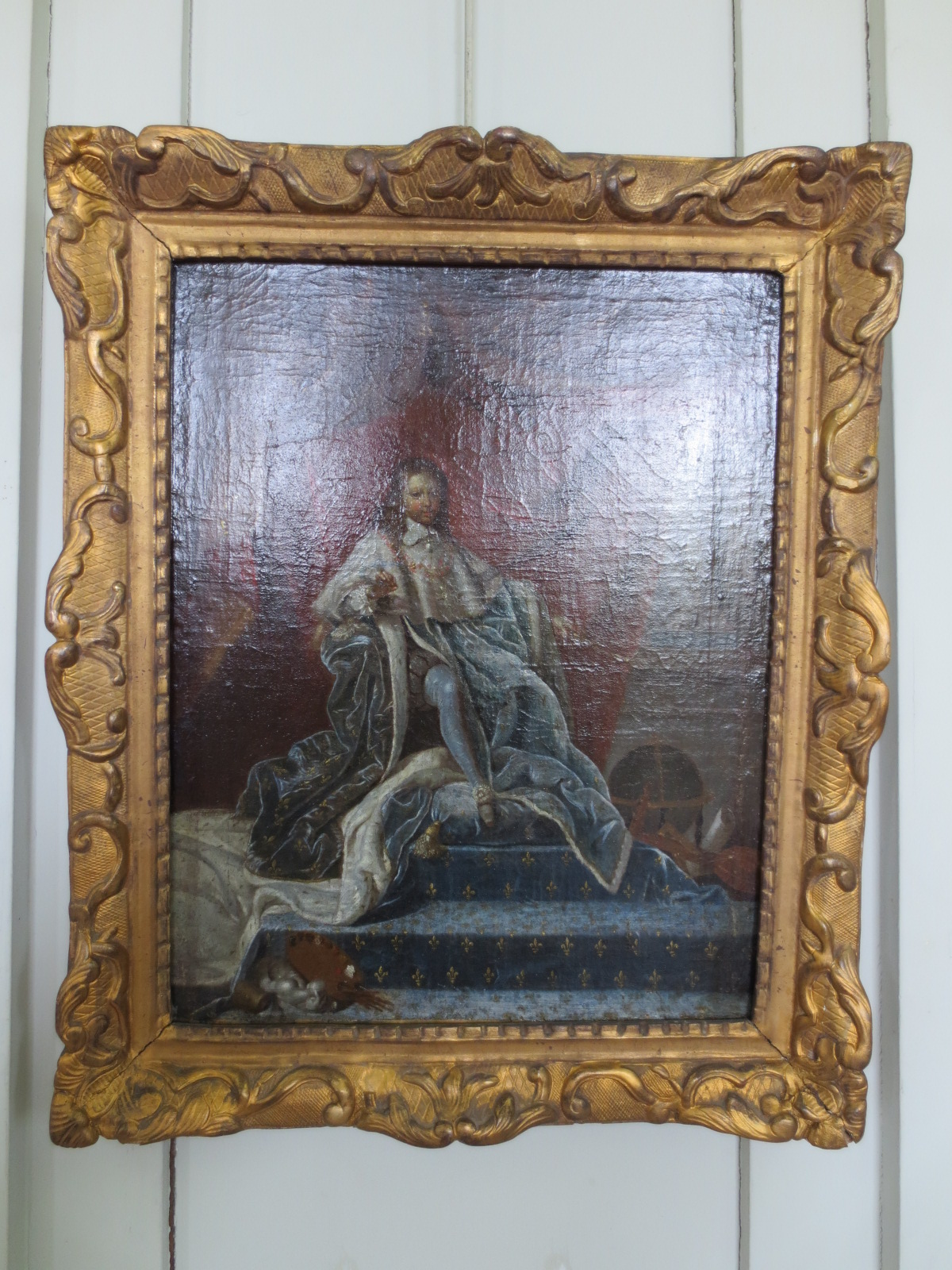
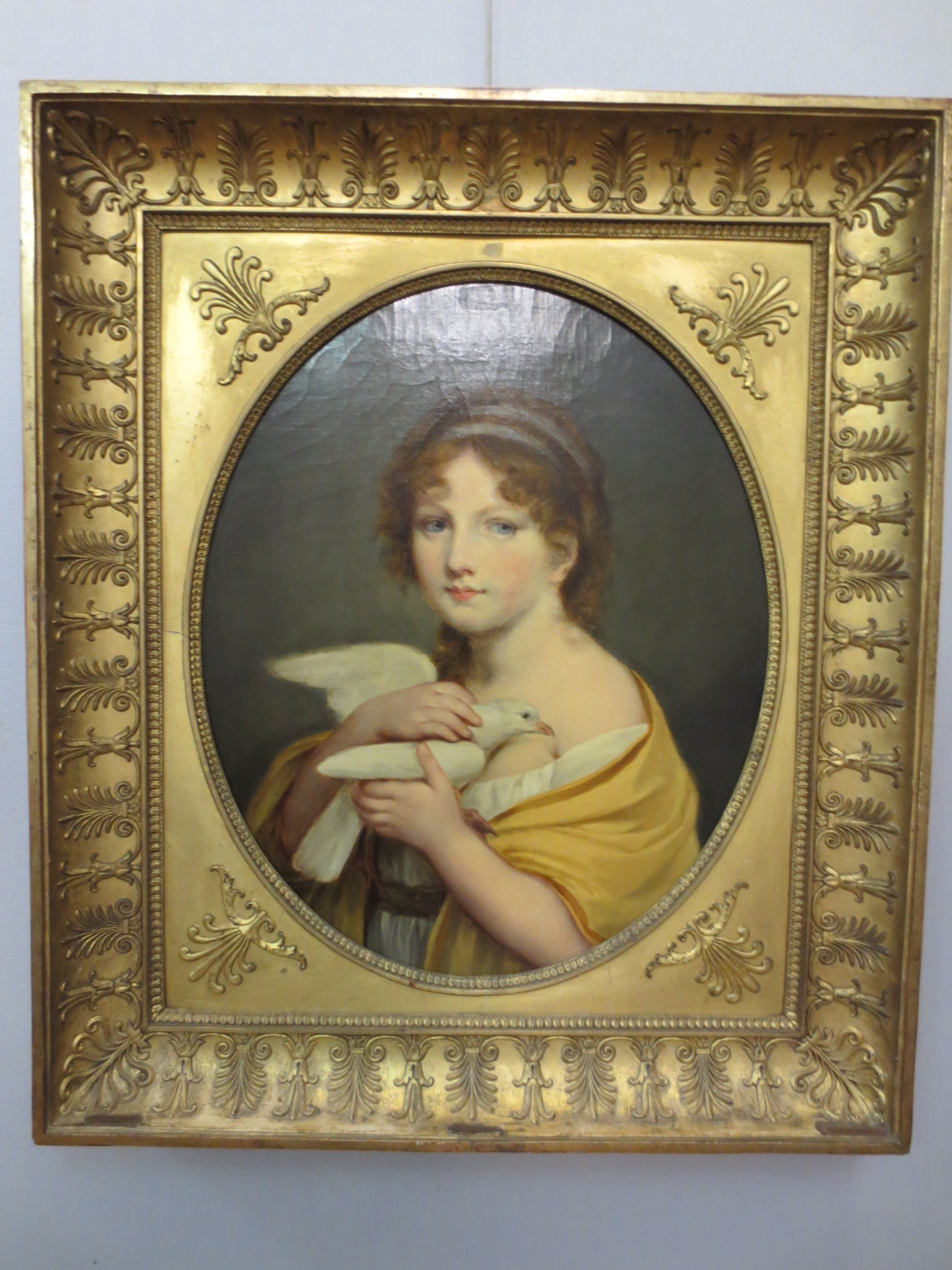
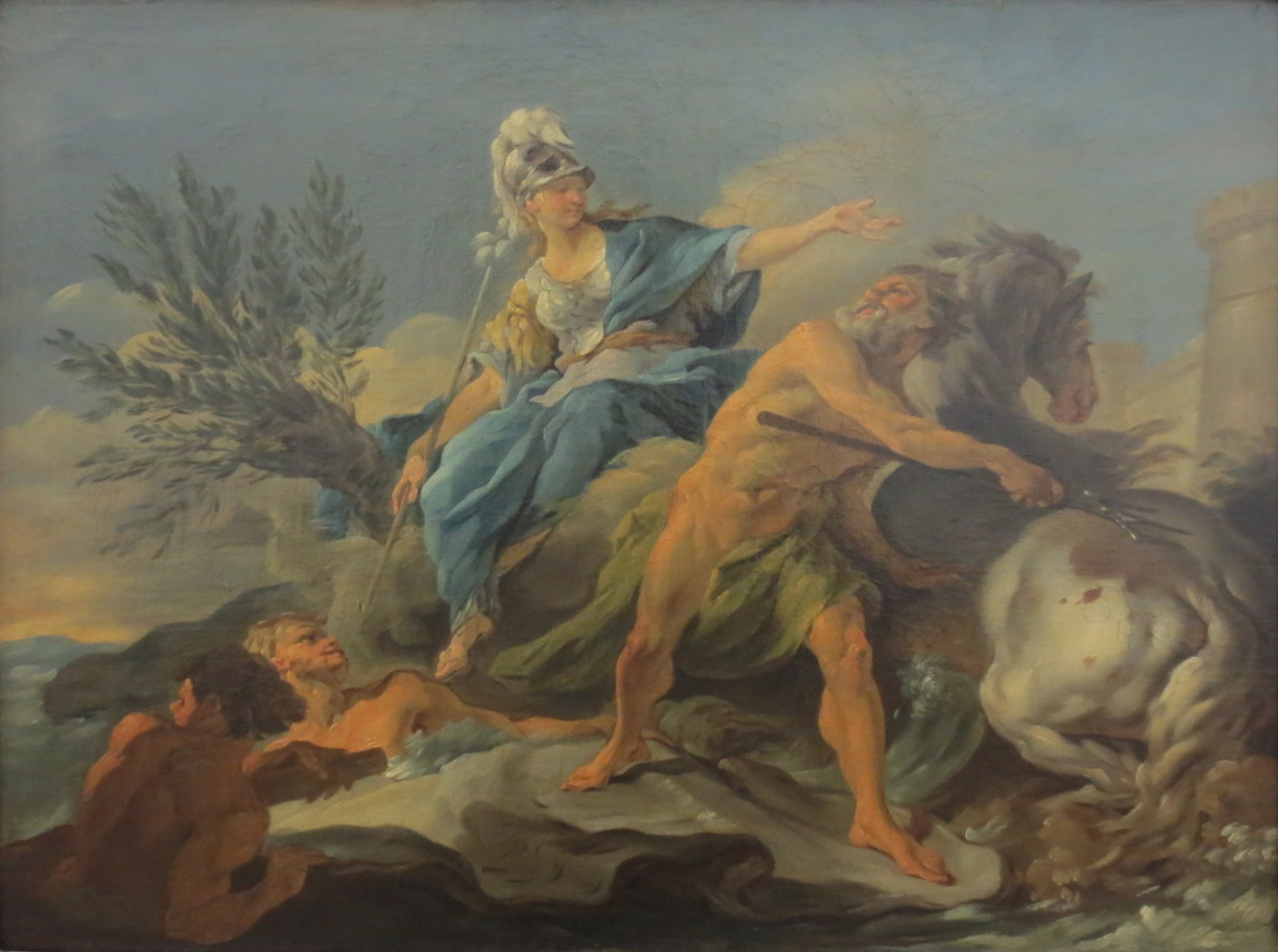
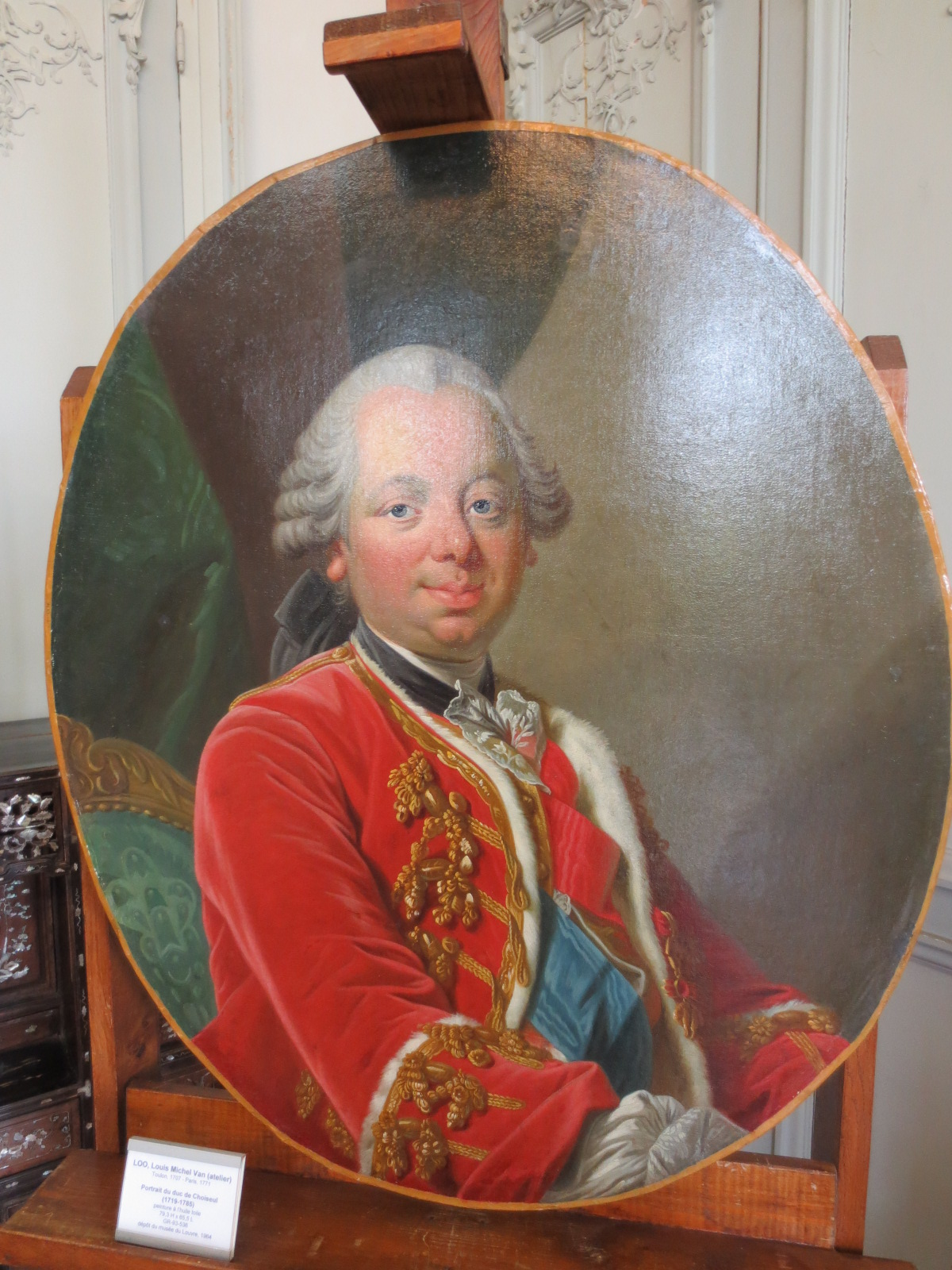
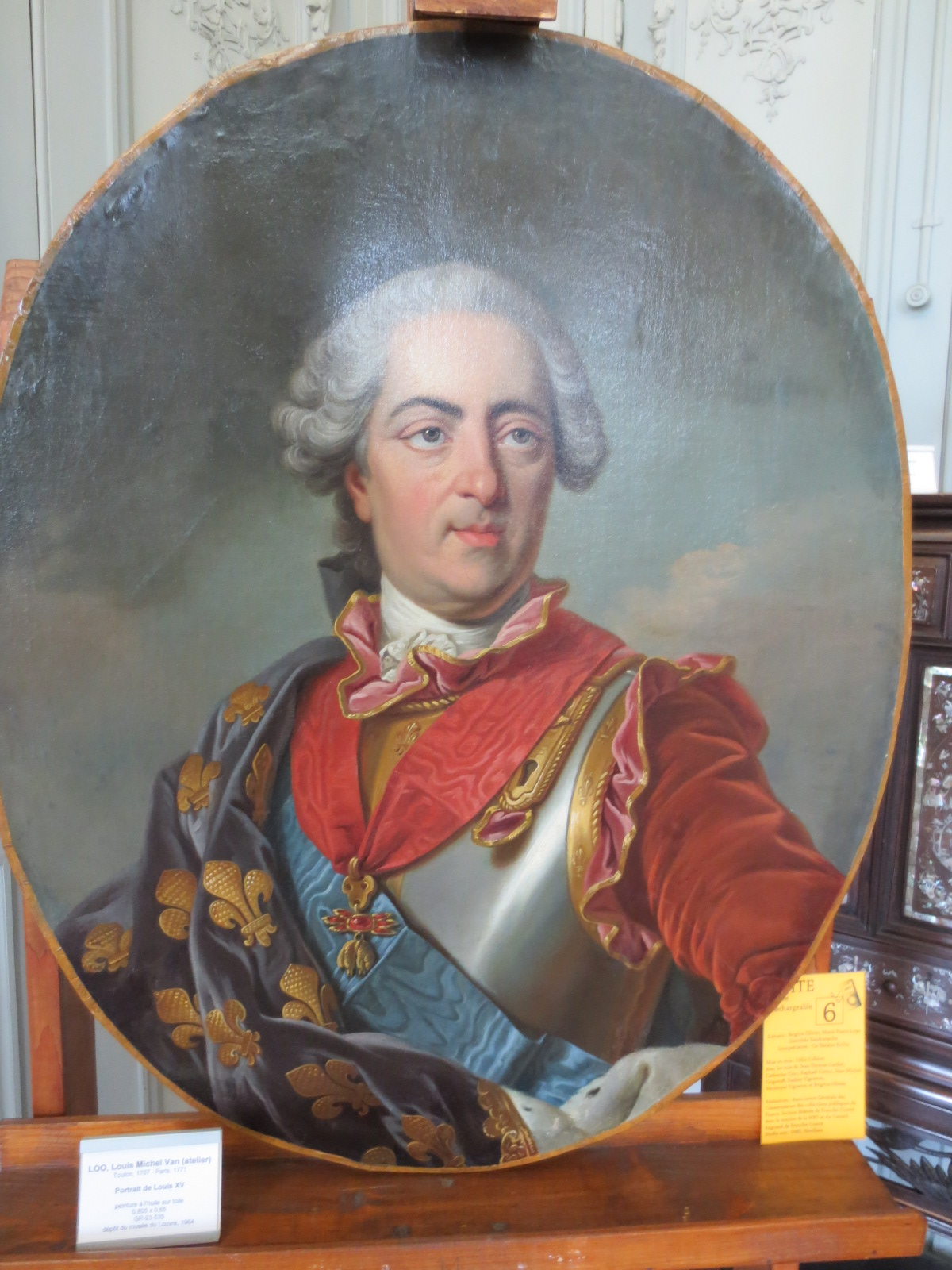
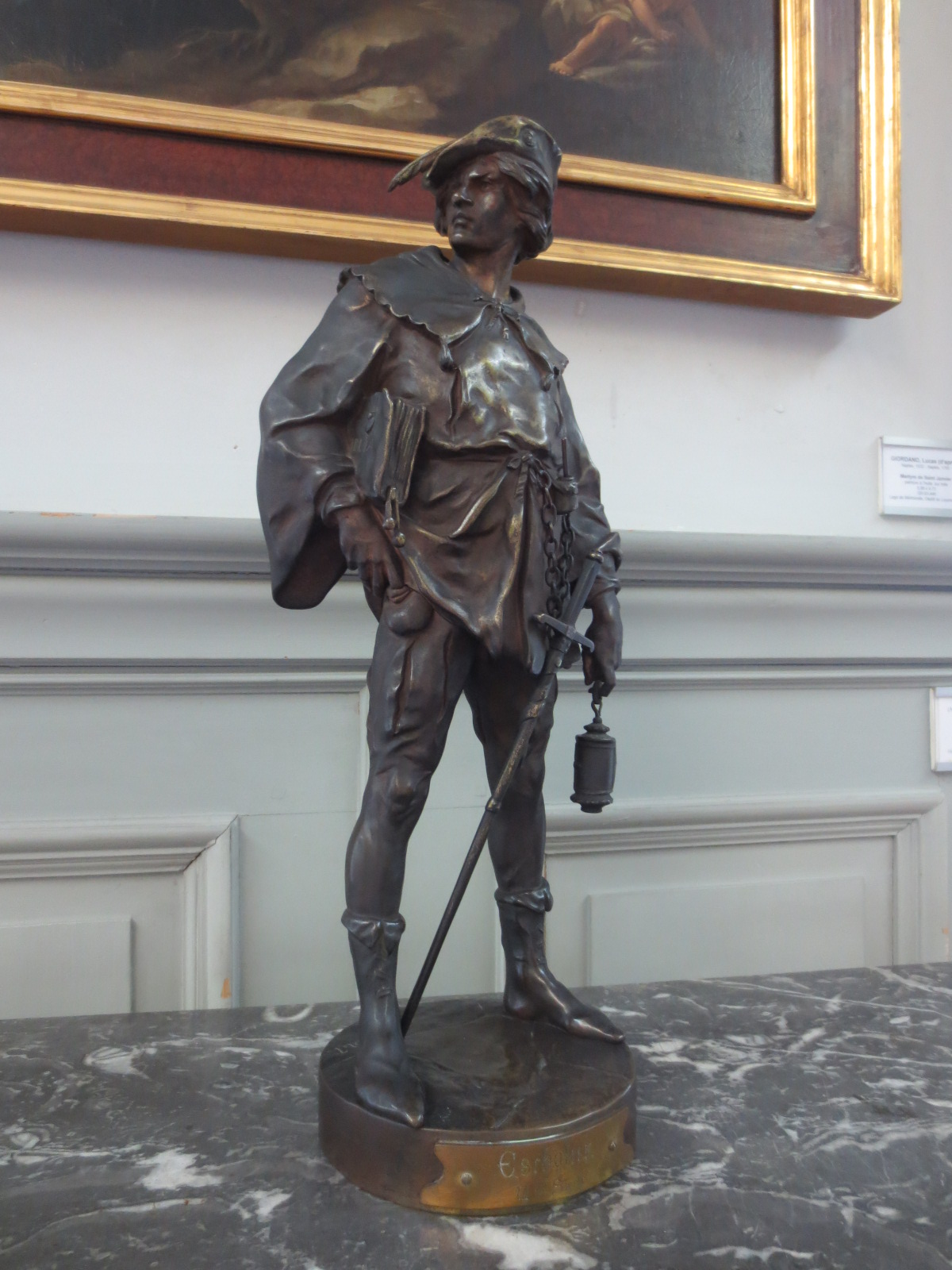
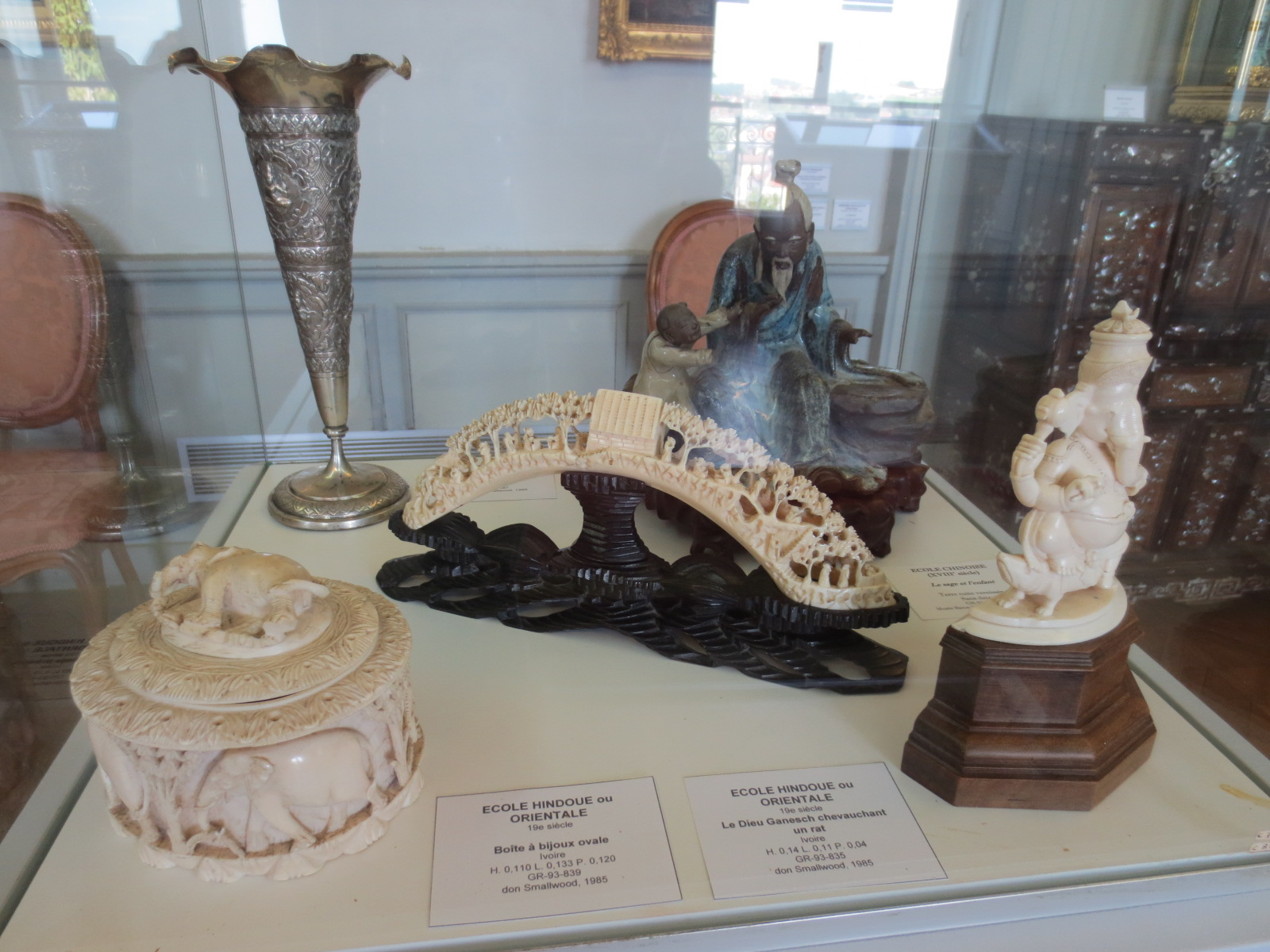
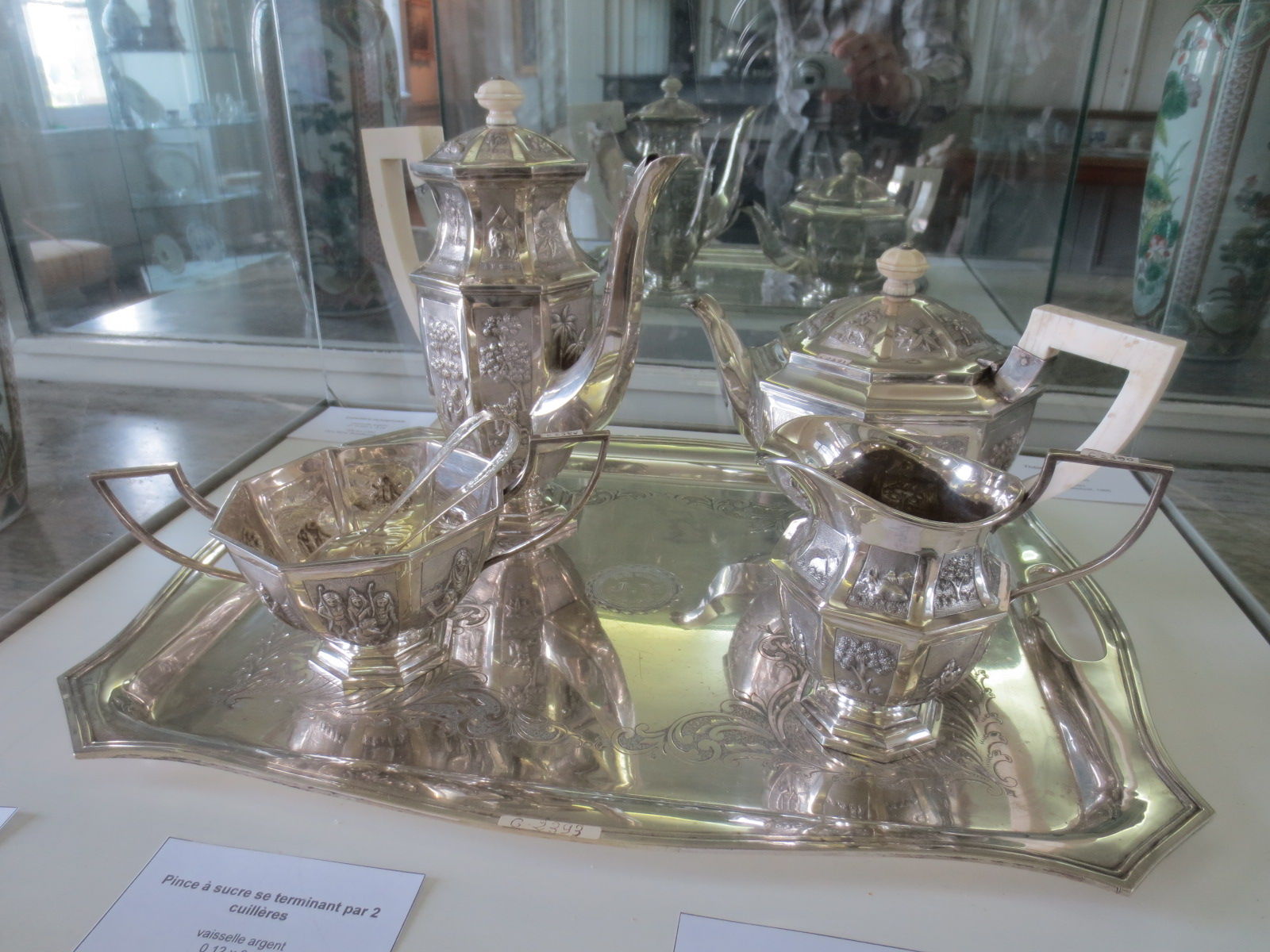
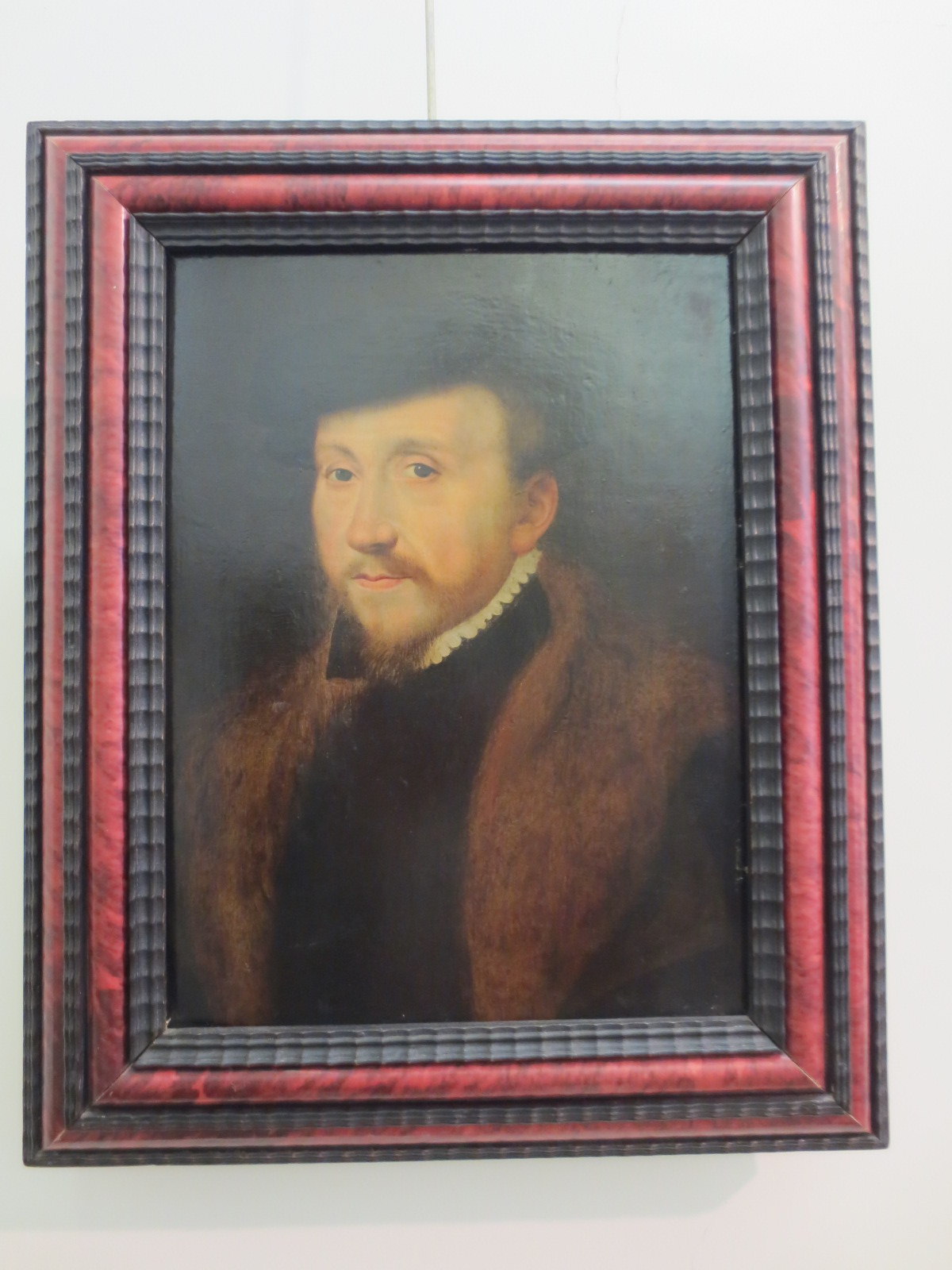
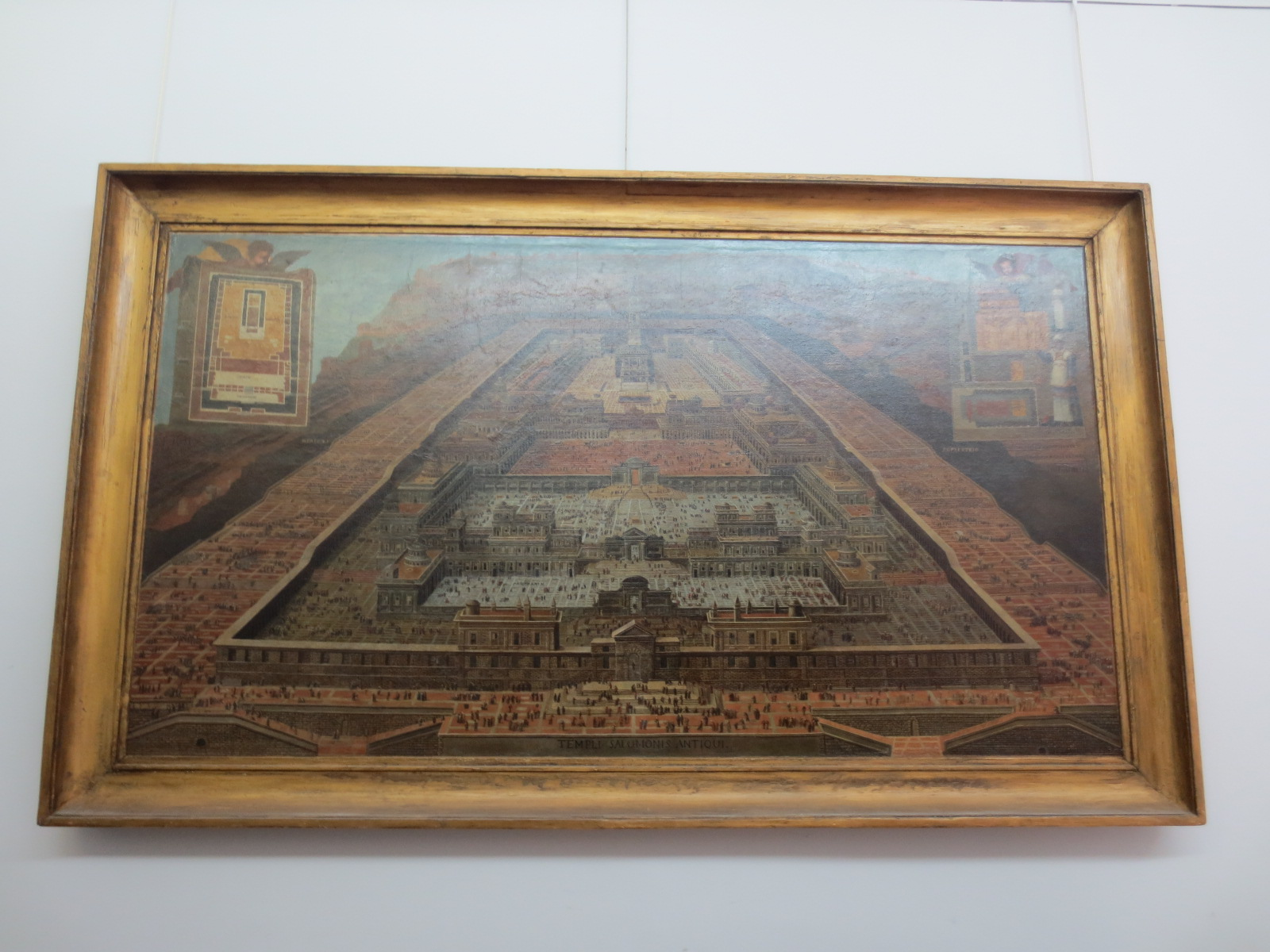
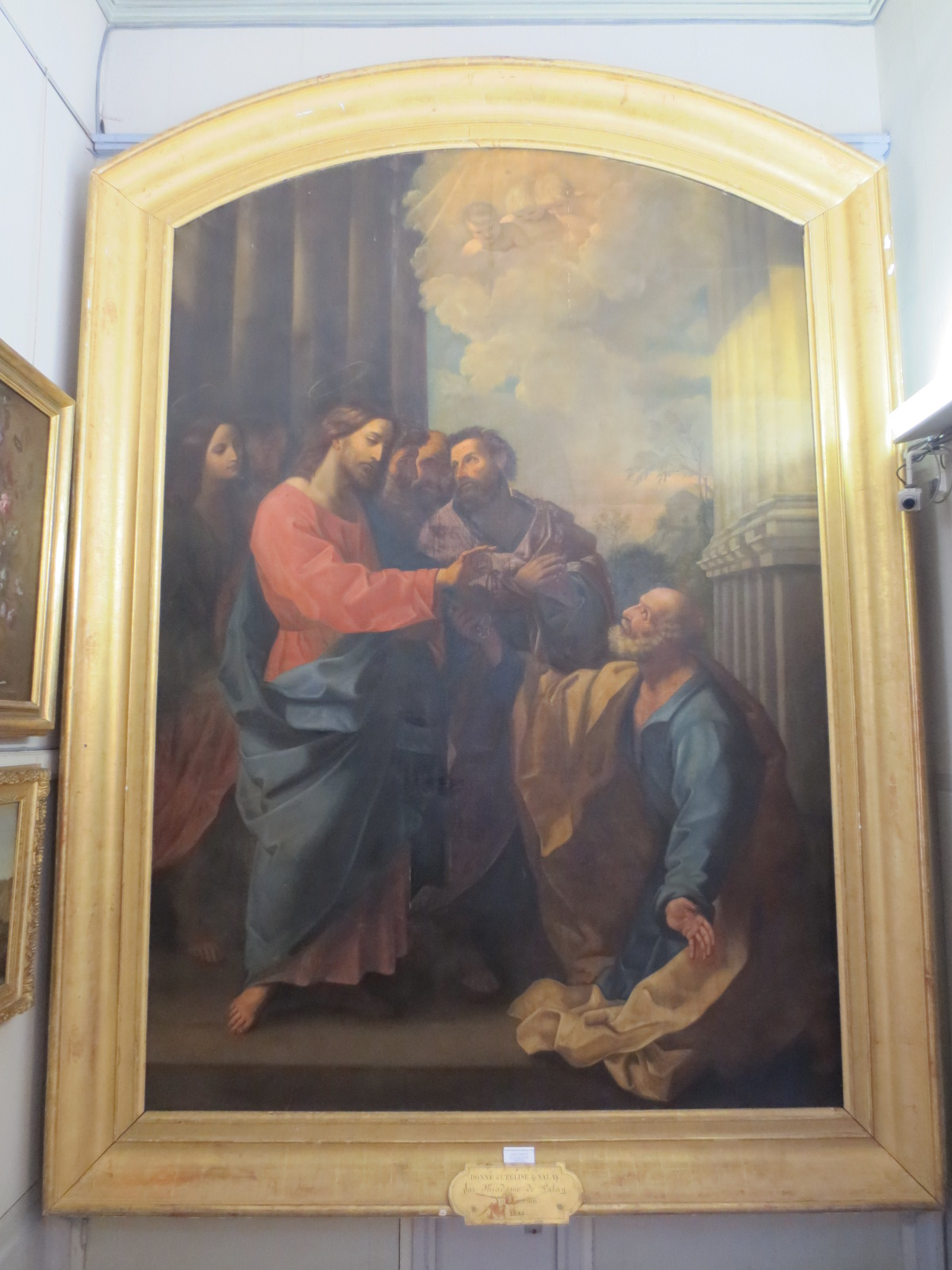
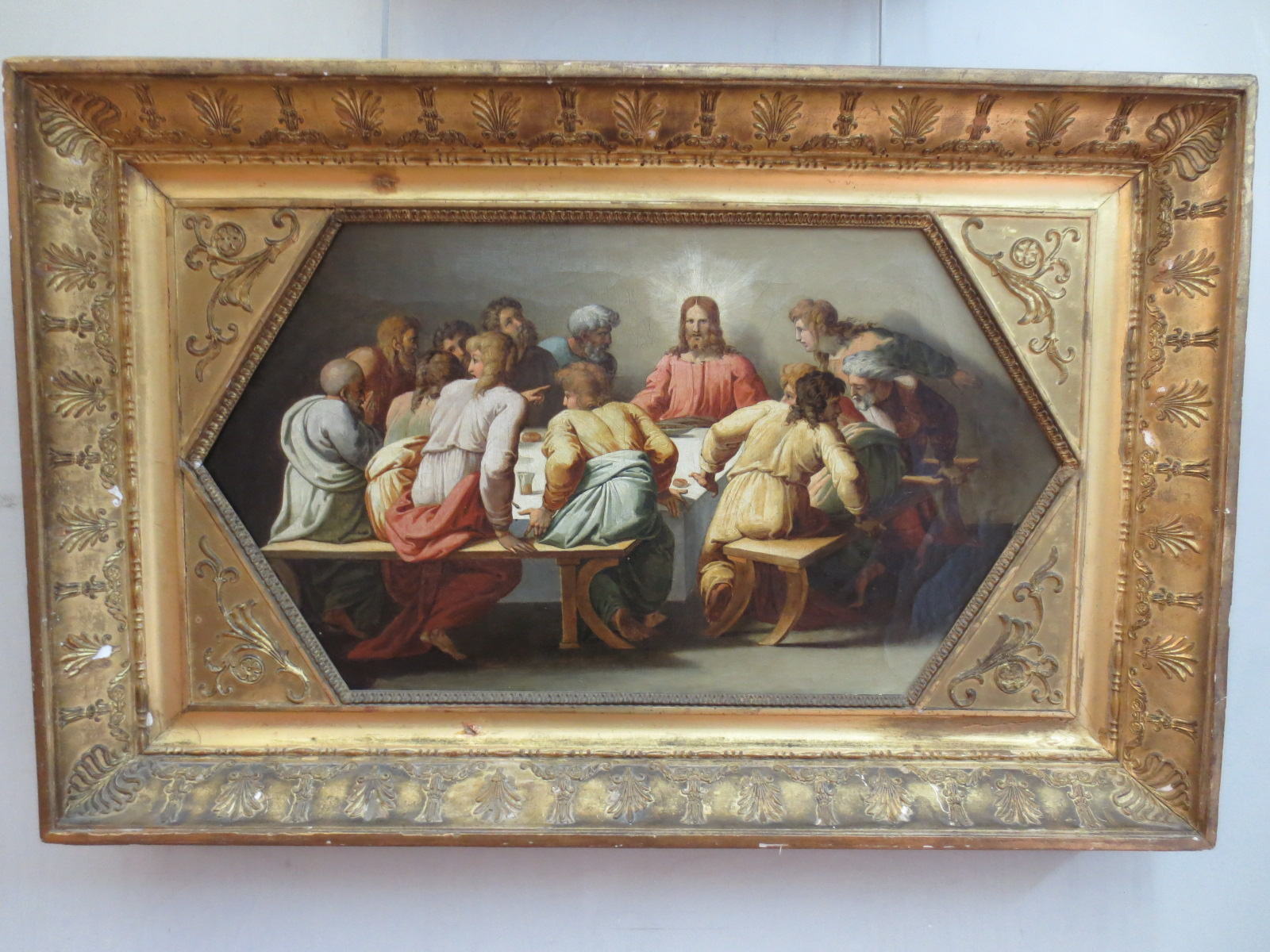
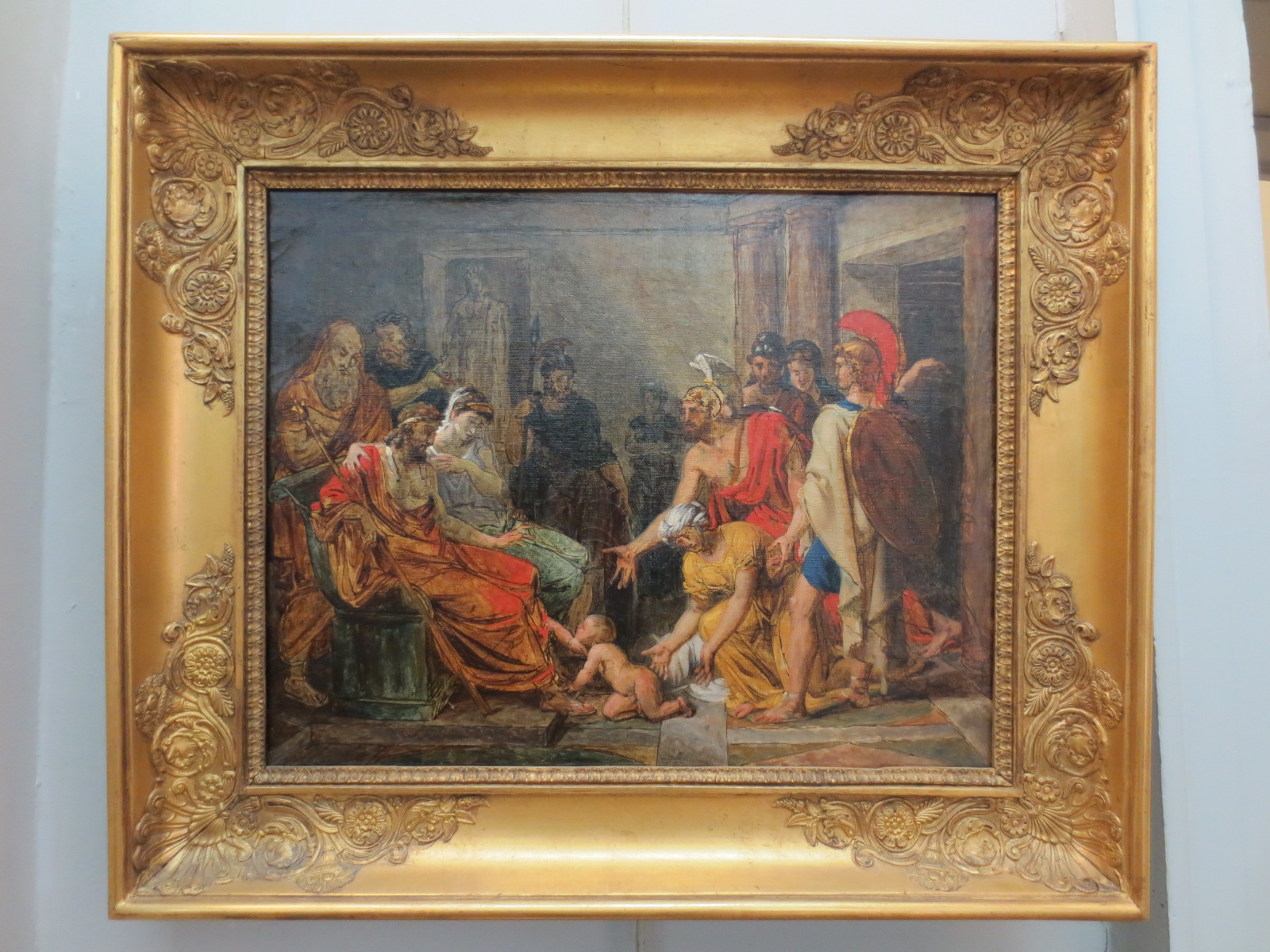
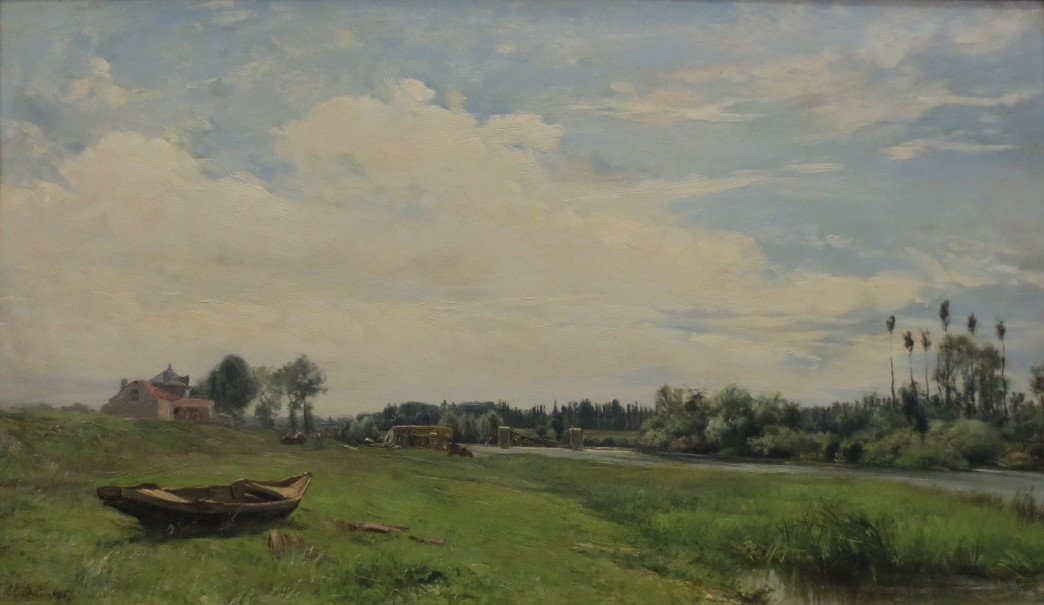

Le antiche cantine a volta, classificate monumento storico, presentano una collezione di archeologia locale, come anche una collezione di vasi greco-antichi del IV e V secolo.

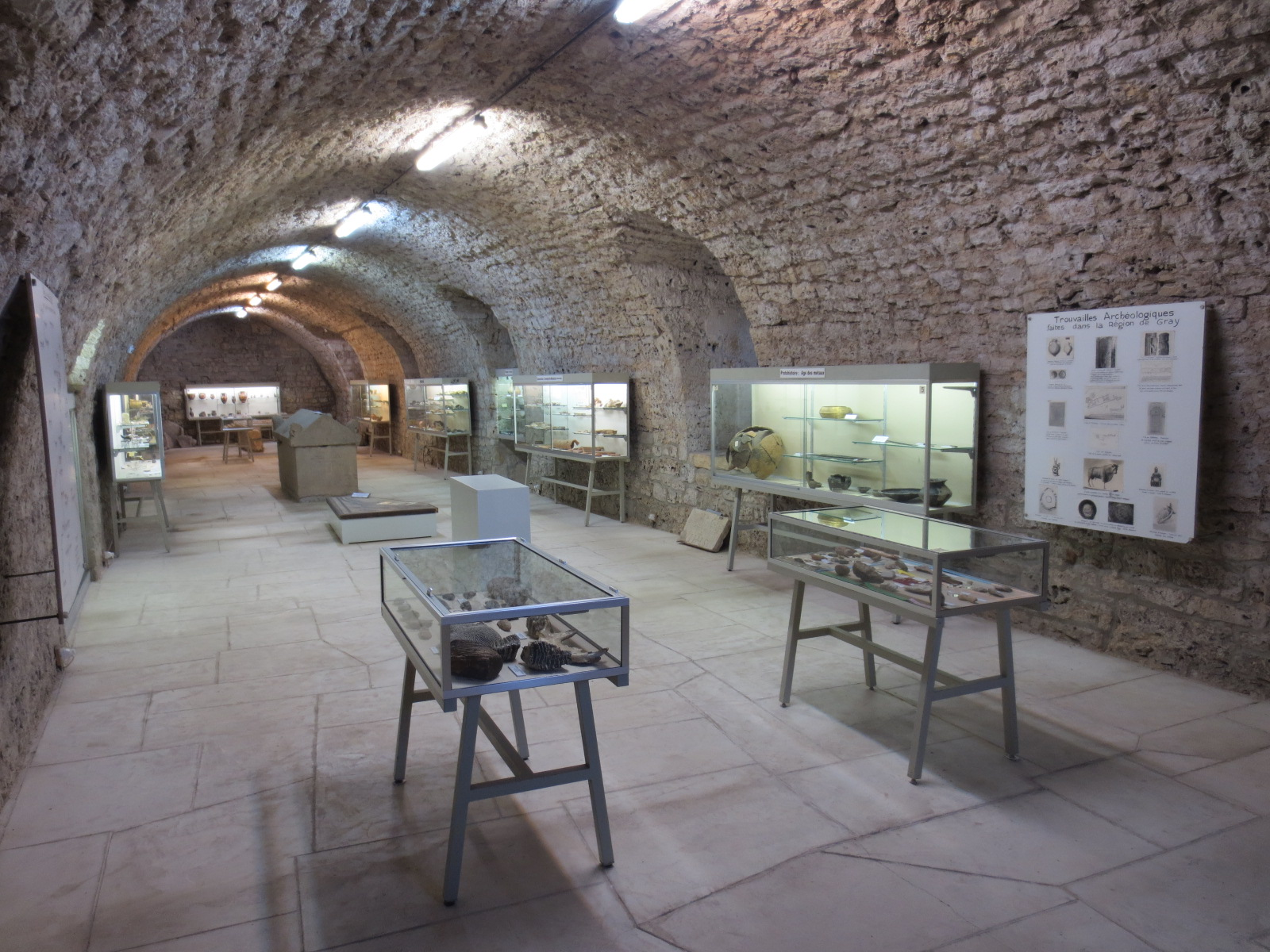
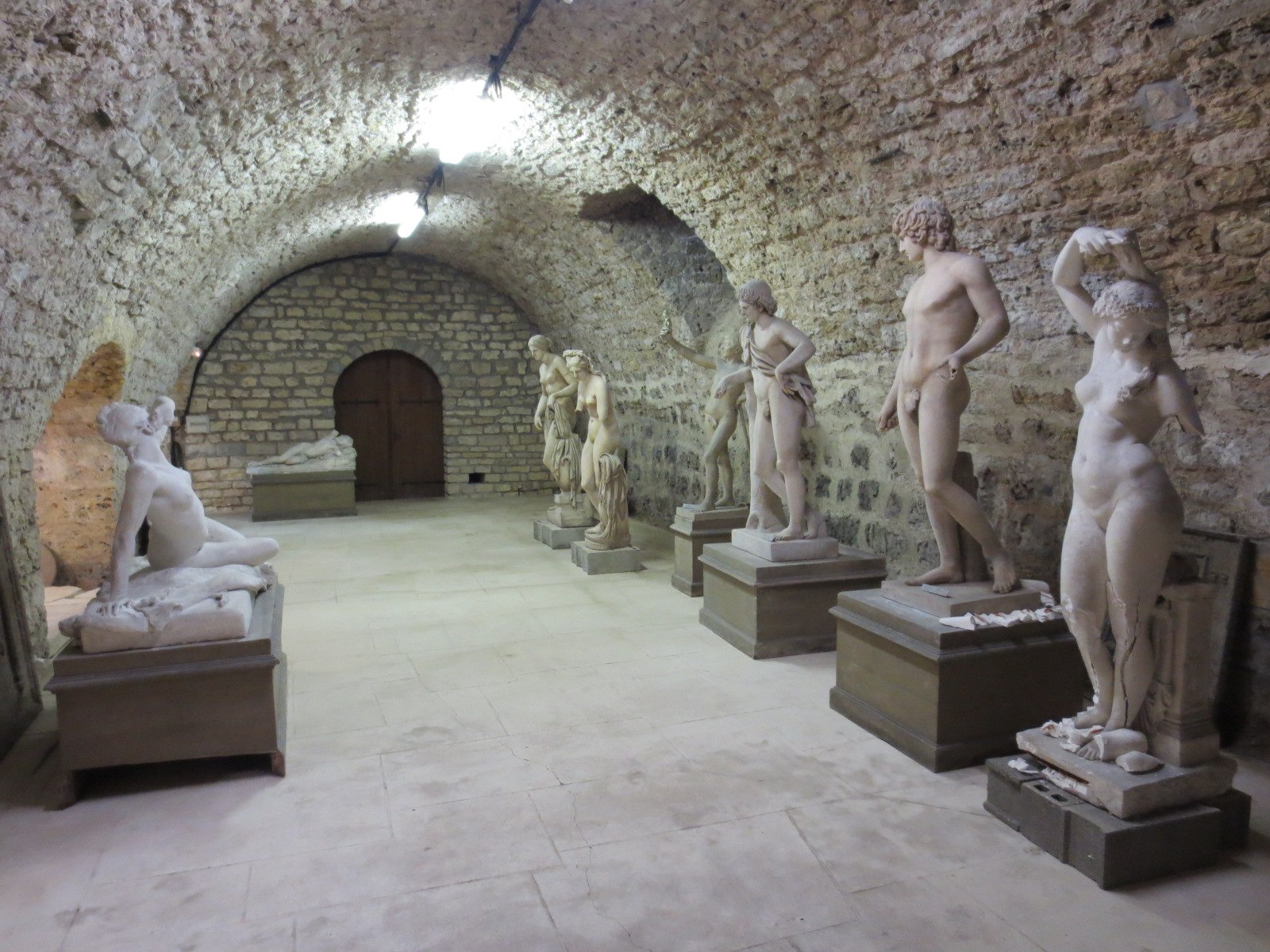
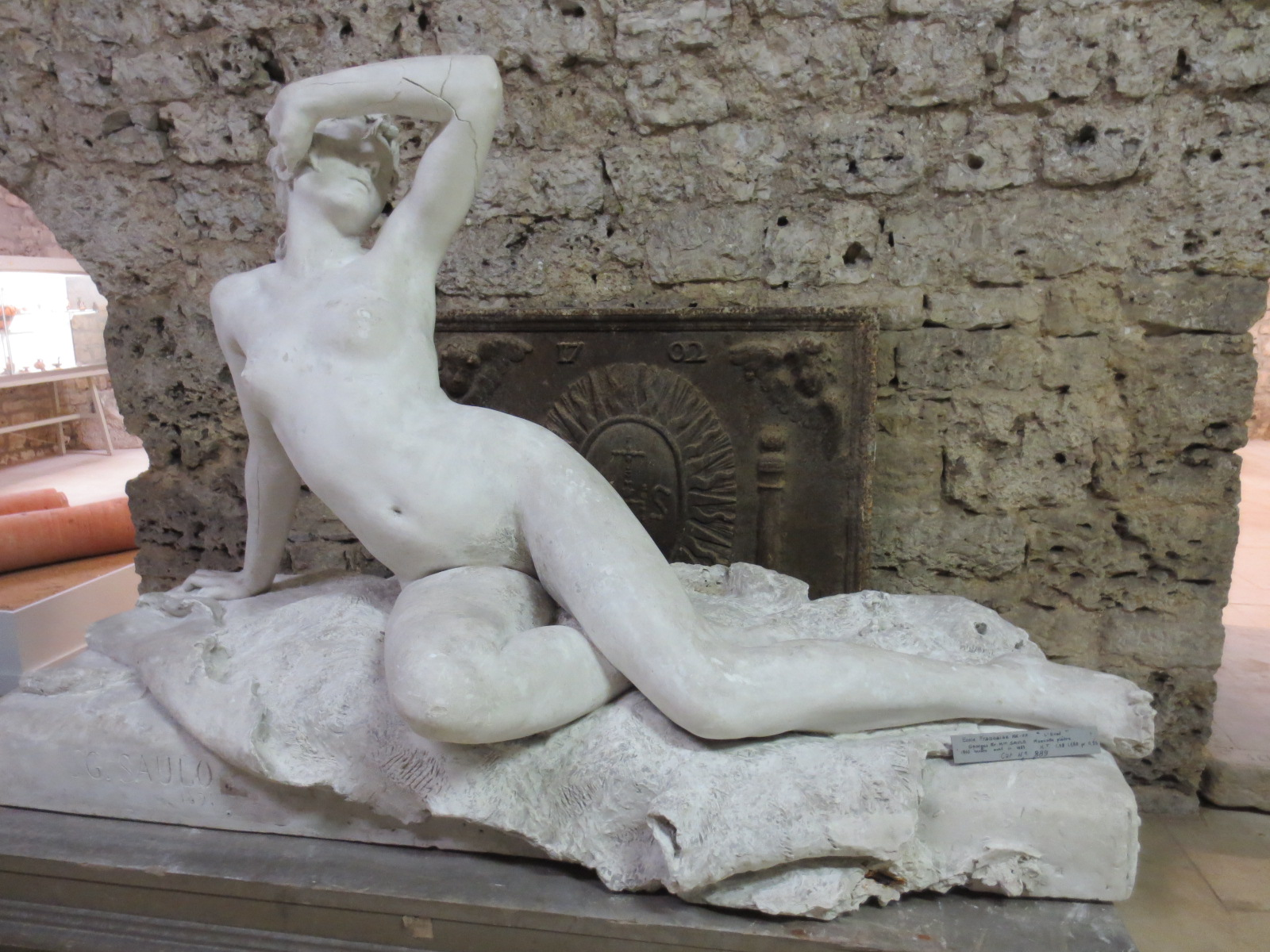
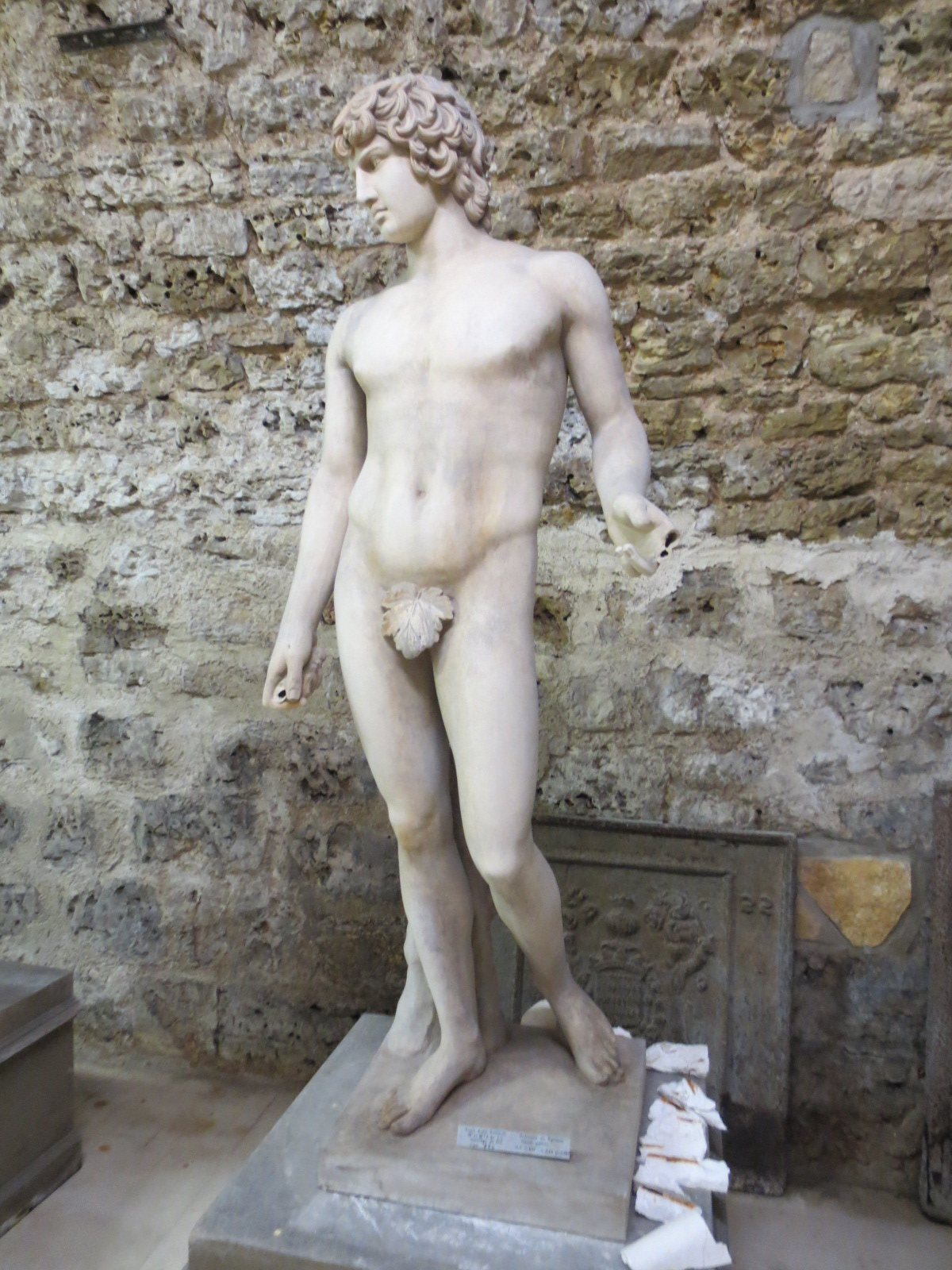
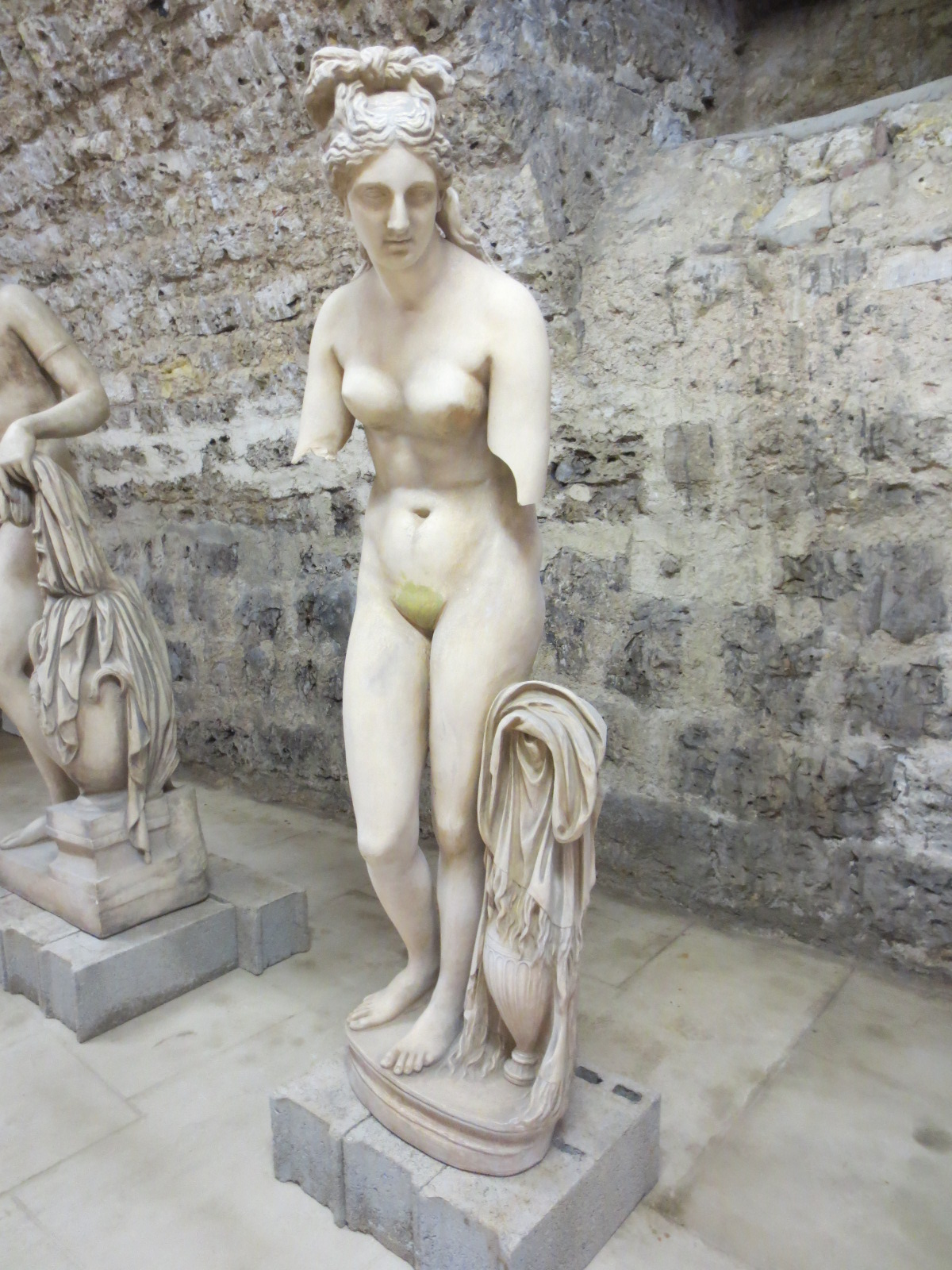
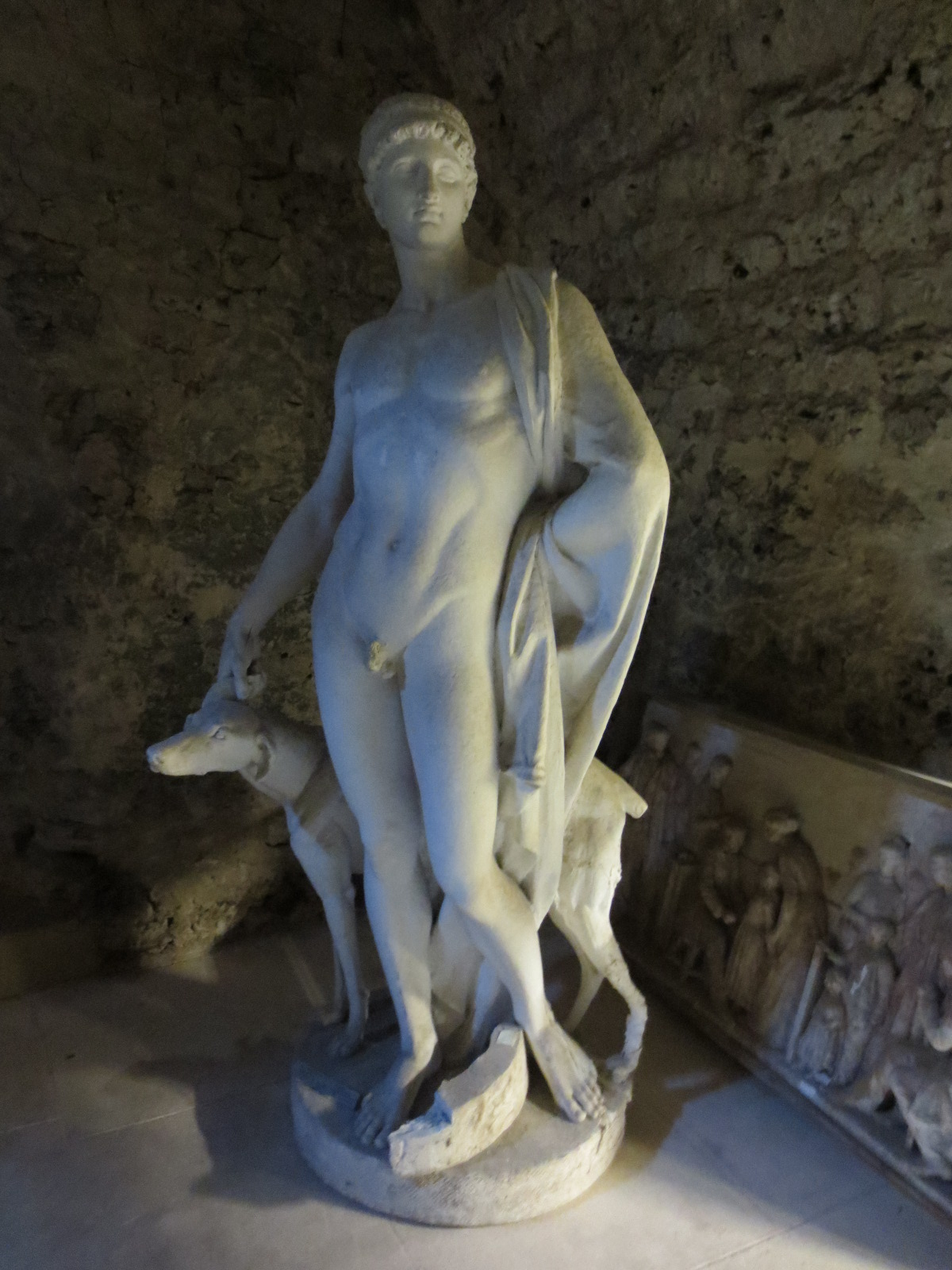

La grande galleria del primo piano accoglie da tre a quattro esposizioni temporanee all'anno, su temi vari che vanno dall'archeologia, o dalla storia locale, all'arte tradizionale o più contemporanea.